# 五洲薬品
五洲薬品株式会社（ごしゅうやくひんかぶしきがいしゃ）は、富山県富山市に所在する医薬品などを製造するメーカーである。略称は『GOSYU』。

## 概要
社名の『五洲』は世界を意味しており、富山から世界へ「美と健康」を届けたいという願いが込められている。
北アルプスの天然水と富山湾の海洋深層水による医薬品、医薬部外品、化粧品、ミネラルウォーター、機能性食品、健康食品、飲料、海洋深層水関連製品の製造を行っている。1967年に全国初のパパイン酵素入りの薬用入浴剤『パパヤ桃源』を製造販売したことで全国的に知られるようになる。

## 沿革
- 1946年6月 - 目薬や風邪薬などの医薬品を製造するメーカーとして富山市一番町にて創業[5][6]。
- 1947年8月 - 設立[3]。同時に医薬品の製造を開始。
- 1955年 - 医薬部外品の入浴剤『桃源』の製造を開始[5]。
- 1963年 - 富山市花園町に本社屋及び工場新設[5]。
- 1964年8月18日 - 工場の増築工事（鉄筋3階建て、延床面積200m2）の完成式を挙行[7]。
- 1996年 - 海洋深層水に関する産学官連携研究を開始[3]。
- 1999年 - てんしん工場がISO9001認証取得[5]。

## 事業所
本社
富山県富山市花園町1丁目1番地5号
千里工場
富山県富山市婦中町千里6542番地
敷地内にはシリカを豊富に含む温泉水の源泉（1977年掘削）を保持している。この温泉水はまろやかで口当たりが良い軟水であるため、これを生かし、化粧水の原料をはじめ幅広い製品に活用している。